# Заячевская
Заячевская — деревня в Устьянском районе Архангельской области.

## География
Находится в южной части Архангельской области в междуречье Стругницы и Заячей, на расстоянии около 22 км на юг по прямой от административного центра района посеёлка Октябрьский.

## История
В 1859 году здесь (деревня Тотемского уезда Вологодской губернии) было учтено 7 дворов. До 2022 года входила в Ростовско-Минское сельское поселение до его упразднения.

## Население
Численность населения: 47 человек (1859 год), 3 (русские 100 %) в 2002 году, 2 в 2010.

## Известные уроженцы
- Едемский, Александр Корнилович (1923—1971) — Герой Советского Союза (1945), инженер-полковник (1961)